# Керим, Меджнун Тебриз оглы
Меджнун Тебриз оглы Керим (Керимов) (азерб. Məcnun Təbriz oğlu Kərimov; 1 сентября 1945, Шаки, Сисианский район — 2 октября 2013, Баку) — азербайджанский музыковед, Народный артист Азербайджана (2011). Кандидат искусствоведения, создатель и художественный руководитель Государственного ансамбля Азербайджана «Древние музыкальные инструменты».

## Биография
Меджнун Тебриз оглы Керим родился 1 сентября 1945 года в Шеки в семье учителя.
С 1959 по 1963 годы проходил обучение в Агдамской средней специальной музыкальной школе, с 1967 года работал директором Зангиланской семилетней детской музыкальной школы.
В 1972 году, окончив отделение «Народных инструментов» Азербайджанской государственной консерватории им. Гаджибекова, стал заниматься педагогической деятельностью. С этого же года начались его научно-исследовательские работы по изучению и реставрации забытых древних музыкальных инструментов, использовавшихся в Азербайджане в средние века.
В 1975 году он уже изготовил образец первого старинного музыкального инструмента, реставрация которого получила огромную поддержку многих деятелей науки и культуры Азербайджанской ССР.
В 1991 году Меджнун Керимов создал в Бакинской музыкальной Академии научную лабораторию «реставрация и совершенствование старинных музыкальных инструментов». С того же года работал заведующим этой научной лабораторией. Здесь он восстановил 11 забытых музыкальных инструментов (чанг, барбат, чагана, чогур, танбур, сантур, ревень, руд, гопуз, ней, копия) и изготовил их копии.
В 1995 году защитил диссертацию на тему «Древние струнные инструменты Азербайджана (историко-теоретические, вопросы восстановления и совершенствования)», кандидат искусствоведения.
Одним из самых больших желаний педагога было то, чтобы восстановленные древние музыкальные инструменты не только выставлялись как музейные экспонаты, но и звучали в исполнении музыкантов. Так, в 1996 году при Государственном музее музыкальной культуры Азербайджана был создан ансамбль восстановленных музыкальных инструментов. В том же году эта работа была высоко оценена президентом Республики Гейдаром Алиевым и ансамблю был присвоен статус государственного.
С 1998 года Керимов доцент кафедры «Народные инструменты» Бакинской музыкальной Академии.
Проживал в Баку. Длительное время страдал от онкологического заболевания. Скончался 2 октября 2013 года. Церемония прощания с Керимовым состоялась в Бакинской музыкальной Академии. Похоронен на Биби-Эйбатском кладбище рядом с родителями.

## Награды
- Народный артист Азербайджанской Республики — 2011,
- Заслуженный артист Азербайджанской Республики — 2006.
- Диплом «Мост» — 2008, Германо-азербайджанское общество[5].
- Персональная пенсия Президента Азербайджанской Республики — 2008[6].